# Bicske vasútállomás
Bicske vasútállomás egy Fejér vármegyei vasútállomás, Bicske településen, a helyi önkormányzat üzemeltetésében. A belterület délnyugati részén helyezkedik el, közúti megközelítését a 8101-es és a 8126-os utak felől egyaránt a 81 305-ös út (települési nevén Szent István út / Móricz Zsigmond utca) biztosítja.

## Vasútvonalak
Az állomást az alábbi vasútvonalak érintik:
- Budapest–Hegyeshalom-vasútvonal
- Bicske–Székesfehérvár-vasútvonal

## Kapcsolódó állomások
A vasútállomáshoz az alábbi állomások vannak a legközelebb:
- Bicske alsó megállóhely (Budapest-Keleti pályaudvar, Budapest–Hegyeshalom-vasútvonal)
- Szár megállóhely (Rajka vasútállomás, Budapest–Hegyeshalom-vasútvonal)

## Megközelítés tömegközlekedéssel
- Busz:  702, 760, 784, 8002, 8011, 8106, 8110, 8120, 8122, 8123, 8124, 8128

## Forgalom
| Járat                   | Útvonal | Gyakoriság                            |
| ----------------------- | --- | ------------------------------------- |
| S10                     | Budapest-Déli – Budapest-Kelenföld – Budaörs – Törökbálint – Biatorbágy – Herceghalom – Bicske alsó – Bicske – Szár – Szárliget – Alsógalla – Tatabánya – Vértesszőlős – Tóvároskert – Tata – Almásfüzitő – Almásfüzitő felső – Szőny – Komárom – Ács – Nagyszentjános – Győrszentiván – Győr-Gyárváros – Győr                                                    | Óránként                              |
| G10                     | Bicske → Bicske alsó → Biatorbágy → Budapest-Kelenföld | Munkanapokon reggel 3 Budapest felé   |
| S12                     | Budapest-Déli – Budapest-Kelenföld – Budaörs – Törökbálint – Biatorbágy – Herceghalom – Bicske alsó – Bicske – Szár – Szárliget – Alsógalla – Tatabánya – Bánhida – Környe – Kecskéd alsó – Oroszlány | Óránként                              |
| gyorsított személyvonat | Budapest-Keleti – Ferencváros – Budapest-Kelenföld – (Biatorbágy → Bicske alsó → Bicske →) Alsógalla – Tatabánya (← Vértesszőlős) – Tóvároskert – Tata (← Almásfüzitő ← Almásfüzitő felső ← Szőny) – Komárom – Ács (← Nagyszentjános ← Győrszentiván) – Győr-Gyárváros – Győr – Abda – Öttevény – Lébény-Mosonszentmiklós – Mosonmagyaróvár – Levél – Hegyeshalom | Munkanapokon napi 1 Hegyeshalom felé  |
| Rába InterRégió         | Győr → Komárom → Tata → Tatabánya → Bicske → Budapest-Kelenföld → (Ferencváros →) Budapest-Keleti | Iskolaidőben vasárnap 3 Budapest felé |
| Rába InterRégió         | Szombathely → Sárvár → Celldömölk → Mezőlak → Pápa → Vaszar → Szerecseny → Gyömöre-Tét → Győrszabadhegy → Győr → Komárom → Tata → Tatabánya → Bicske → Budapest-Kelenföld → Ferencváros → Budapest-Keleti | Iskolaidőben vasárnap 1 Budapest felé |